# Bettina Schlorhaufer

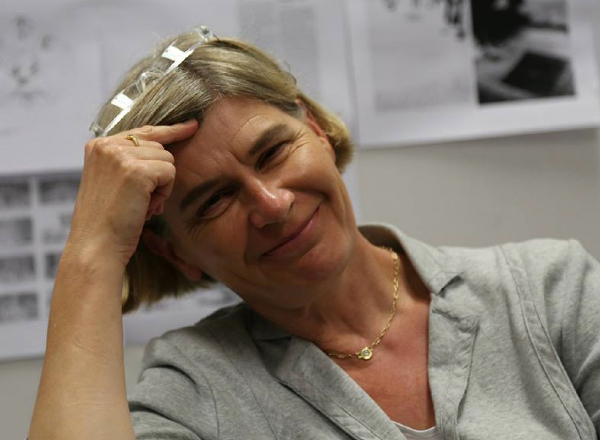
Bettina Schlorhaufer (2014)

Bettina Schlorhaufer (* 1963 in Innsbruck) ist eine österreichische Kunsthistorikerin.

## Leben
Schlorhaufer ist die Tochter des Arztes und Dichters Walter Schlorhaufer und Ilse geb. Ligges. Sie belegte ein Studium der Kunstgeschichte und Geschichte an der Leopold-Franzens-Universität Innsbruck und wurde 1988 mit der Dissertation zum Thema Zur Geschichte eines Regionalmuseums der Donaumonarchie im Vormärz: Der Verein des Tiroler Nationalmuseums Ferdinandeum 1823–1848 promoviert. 1989–1990 folgte ein Postdoc-Studium am Institut Supérieur de Management Culturel ISMC in Paris. Ein Diplom erhielt sie 1990 mit einem Konzept für ein Museum in der Parfumfabrik von Nina Ricci in Ury und beteiligte sich anschließend am Aufbau eines Archivs für den Nina-Ricci-Konzern.
Es folgte eine Tätigkeit als Wissenschaftlerin im Bereich Kunst- und Kulturmanagement sowie als Kuratorin. 2005 bis 2007 war sie leitende Kuratorin der Galerie im Museum Rabalderhaus, Schwaz. Parallel dazu war sie im Bereich zeitgenössischer Musik tätig (u. a. Idee und Projektleitung: Philip Glass „Tirol Concerto for Piano and Orchestra“ und Erkki-Sven Tüür’s „Oxymoron/Music for Tirol“, beide Stücke uraufgeführt beim Klangspuren-Festival).
Seit 2009 ist sie Assistentin am Institut für Architekturtheorie und Baugeschichte, Arbeitsbereich Architekturtheorie bei Bart Lootsma an der Universität Innsbruck. 2011 erfolgte ihre Habilitation im Fach „Neuere Architekturgeschichte“. Lehraufträge hatte sie an der Universität Liechtenstein und an der Fachhochschule Kärnten inne.

## Forschungsprojekte
Von 2012 bis 2015 war Schlorhaufer Leiterin des Forschungsprojekts Musch & Lun. Architekten, Entrepreneure und Politiker der Gründerzeit in Südtirol. Hier war sie für die Inventarisierung des Archivs und die Aufarbeitung und Interpretation des Musch & Lun Archivs zuständig (Autonome Provinz Bozen-Südtirol, Amt für Bildungsförderung, Universität und Forschung).
Von 2016 bis 2019 war sie Leiterin des Forschungsprojekts Berghotels in Südtirol (ca. 1880 bis 1920) unter besonderer Berücksichtigung der Bauten und Projekte von Otto Schmid und Musch & Lun (Touriseum Meran, Betrieb Südtiroler Landesmuseen).

## Ausstellungen
Schlorhaufer kuratiert seit Mitte der 1990er Jahre Architektur- und Kunstausstellungen, in deren Zusammenhang auch umfangreiche Publikationen erschienen (Auswahl):
- Architektur wird Region / Dall’architettura alla regione / Architecture becomes Region. Schloss Prösels, Völs am Schlern/Italien (1. Mai bis 31. Oktober 2017) Ausstellung "Architektur wird Region" in Schloss Prösels, Völs am Schlern (Foto: Gernot Baumann, Berlin-Innsbruck)Ausstellung "Architektur wird Region" in Schloss Prösels, Völs am Schlern (Foto: Gernot Baumann, Berlin-Innsbruck)

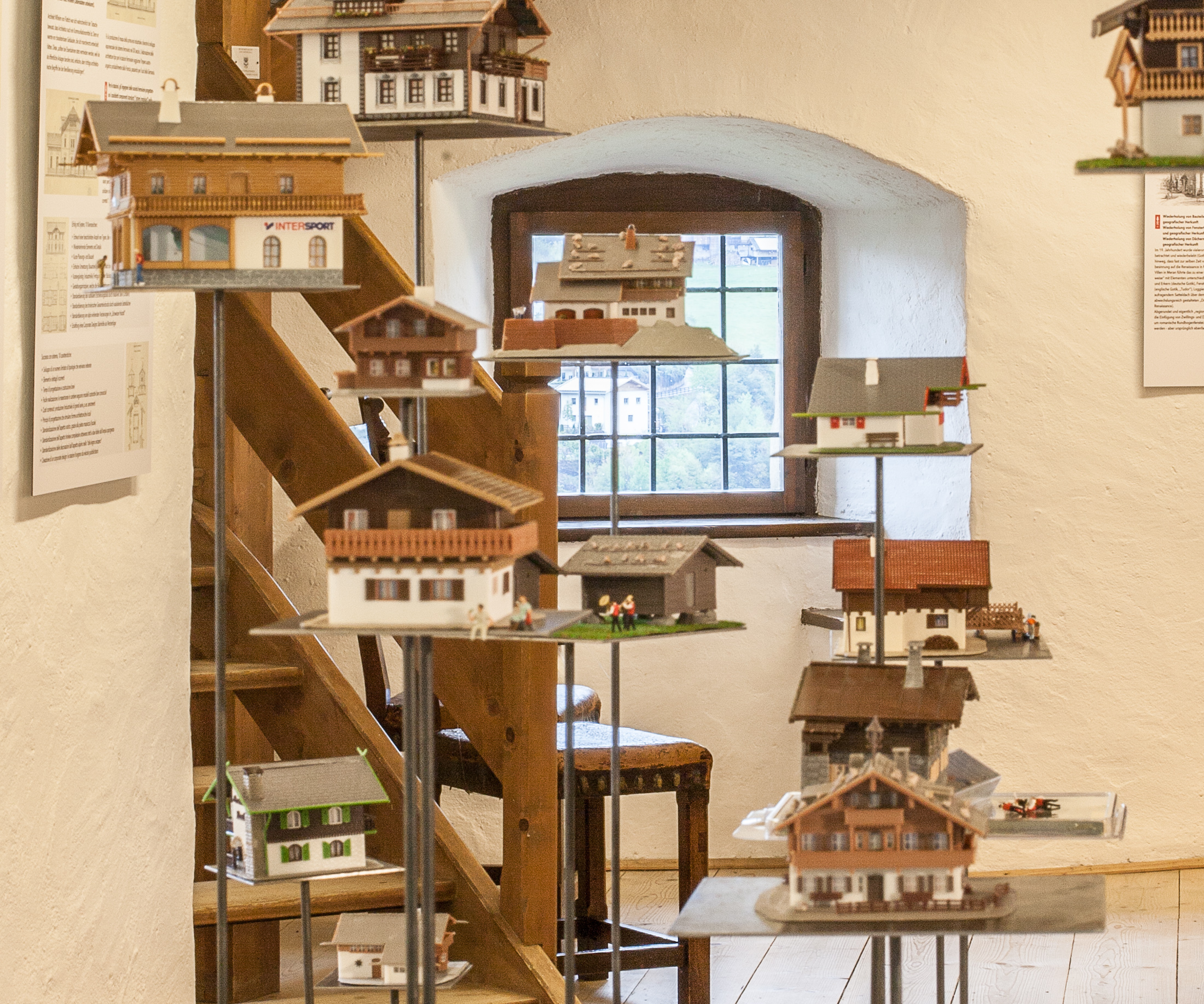
Ausstellung "Architektur wird Region" in Schloss Prösels, Völs am Schlern (Foto: Gernot Baumann, Berlin-Innsbruck)

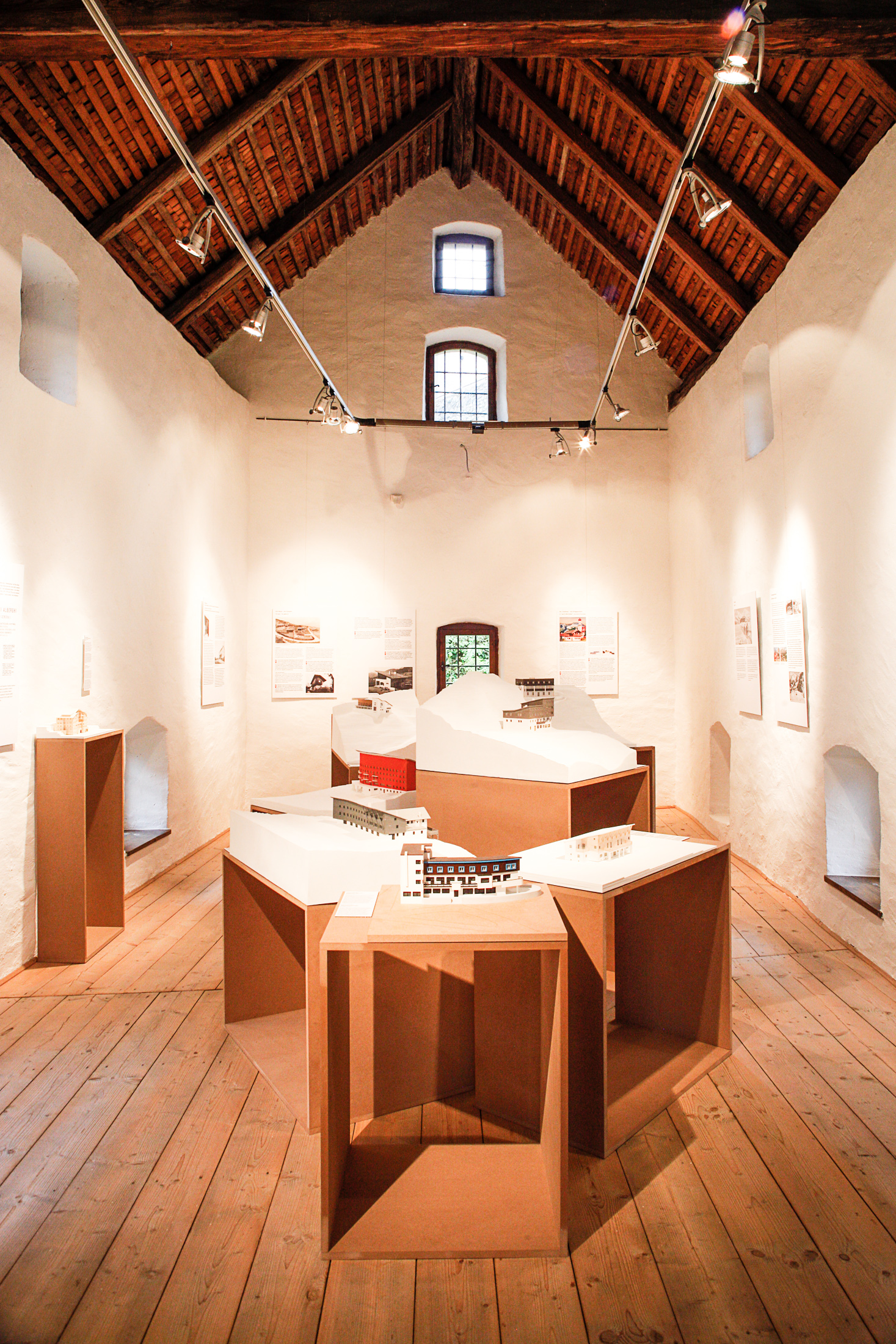
Ausstellung "Architektur wird Region" in Schloss Prösels, Völs am Schlern (Foto: Gernot Baumann, Berlin-Innsbruck)

- Georg Ligges. 1886–1944 (Kooperation zwischen dem vorarlberg museum und Kunst im Rohnerhaus). Kunst im Rohnerhaus, Lauterach (30. Mai. 2015 bis 3. Oktober 2015)
- 2000–2006: Neue Architektur in Südtirol. Kunst Meran (3. Februar–7. April 2006), Architektur Forum Ostschweiz, St. Gallen (23. April–7. Mai 2007), Napoleonstadel – Kärntens Haus der Architektur, Klagenfurt (6. Juni–29. Juni 2007), Architekturmuseum Schwaben, Augsburg (12. September–18. November 2007)
- Gion A. Caminada – „Cul zuffel e l’aura dado“ („Architektur mit den Winden“). Kunst Meran, Meran, Italien (15. April–19. Juni 2005), Galerie Theodor Hörmann, Imst, Österreich (8. September–1. Oktober 2005), Frauenmuseum Hittisau, Österreich (6. November–6. Dezember 2005), Bündner Kunstmuseum Chur, Schweiz (12. April–5. Juni 2006), Napoleonstadel – Kärntens Haus der Architektur, Klagenfurt, Österreich (9. November–6. Dezember 2006), Architekturmuseum Schwaben, Augsburg, Deutschland (11. Juni–24. August 2008)
- Heinz Tesar – Notat Objekt Text (in Zusammenarbeit mit Heinz Tesar). Galerie im Rabalderhaus in Schwaz/Tirol (13. September.–26. Oktober 2006)

## Publikationen (Auswahl)
- Berghotels 1890–1930: Südtirol, Nordtirol, Trentino. Bauten und Projekte von Musch & Lun und Otto Schmid. Touriseum – Südtiroler Landesmuseum für Tourismus (Hrsg.), Birkhäuser, Basel 2021, ISBN 978-3-0356-2269-0.
- mit Georg Grote (Hrsg.): Architektur wird Region / Dall’architettura alla regione / Architecture becomes Region. Birkhäuser, Basel 2017 (Sprachen: D, E, I), ISBN 978-3-0356-1388-9.
- Historicism and the Rise of Regionalism as “Style”: South Tyrol’s Successful Special Path. In: Georg Grote, Hannes Obermair (Hrsg.): A Land on the Threshold. South Tyrolean Transformations, 1915–2015. Peter Lang, Oxford / Bern / New York 2017, ISBN 978-3-0343-2240-9, S. 217–237.
- mit Johann Holzner und Anton Unterkircher (Hrsg.): Walter Schlorhaufer. Glasfeder – Werke und Materialien. Edition Brenner-Forum, Band 11, Studienverlag, Innsbruck 2016, ISBN 978-3-7065-5476-3.
- mit Ute Pfanner (Hrsg.): Georg Ligges. 1886–1944 (= vorarlberg museum schriften 12). Bucher Verlag, Wien / Hohenems / Vaduz 2015, ISBN 978-3-99018-338-0.
- mit Joachim Moroder (Hrsg.): Siegfried Mazagg. Interpret der frühen Moderne in Tirol. Springer Wien / New York 2012, ISBN 978-3-7091-1455-1.
- mit Südtiroler Künstlerbund (Hrsg.): Walter Dietl – Arnold Gapp – Werner Tscholl: Drei Vinschgauer Architekten im Porträt. Springer Wien / New York 2007, ISBN 978-3-211-32767-8. (Sprachen: D, E, I)
- 2000–2006: Neue Architektur in Südtirol. Kunst Meran und der Südtiroler Künstlerbund (Hrsg.), Robert Fleischanderl (Architekturfotografie), Springer Wien / New York 2006, ISBN 3-211-29954-8. (Sprachen: D, E, I)
- mit Matthias Boeckl (Hrsg.): Theodor Prachensky – Architekt und Maler. Verlag der Tiroler Kulturinitiative, Innsbruck-Bozen 2006, ISBN 3-9501186-5-9.
- Gion A. Caminada – Cul zuffel e l’aura dado („Architektur mit den Winden“). Luzia Degonda (Architekturfotografie), Quart, Luzern 2006, ISBN 3-907631-69-2.  (Sprachen: D/I, D/E) (überarbeitete und erweiterte Neuauflage 2018, Sprachen: D, E)

| Personendaten    | Personendaten                     |
| ---------------- | --------------------------------- |
| NAME             | Schlorhaufer, Bettina             |
| KURZBESCHREIBUNG | österreichische Kunsthistorikerin |
| GEBURTSDATUM     | 1963                              |
| GEBURTSORT       | Innsbruck                         |